# Paganella
Paganella je vápencová horská skupina ležící v Itálii v provincii Trentino. Horopisně je součástí pohoří Brenta. Až na její vrchol dosahuje stejnojmenné lyžařské středisko.

## Geografie
Horská skupina Paganella se zvedá jihovýchodně od města Trento, pro nějž je symbolem. Nejvyšším bodem je Cima Roda (2125 m n. m.). Další vrcholy jsou Spaloti di Fai, Becco di Corno, Annetta a Vettorato.

## Turismus
Paganella má dvě tváře. Západní svahy jsou mírné, v nižších polohách porostlé lesem a sklánějí se k plošině Andalo. Jsou protkané turistickými cestami, stojí zde několik horských chat a v zimě je v provozu velké lyžařské středisko. Východní strana je skalnatá a strmě spadá do údolí řeky Adiže. Vedou tudy extrémní horolezecké výstupy, z nichž nejznámější směry poprvé prostoupili Bruno Detassis a Cesare Maestri.
Na vrcholu je umístěná velká meteorologická stanice a komunikační zařízení.